# Бал под маскама (опера)
Бал под маскама (итал. Un ballo in maschera), опера, melodramma у три чина Ђузепеа Вердија

## Либрето
Антонио Сома (Antonio Somma) према драми Густав III или бал под маскама (Gustave III, ou le bal masqué) Еужена Скриба (Eugène Scribe).

## Предпремијера
17. фебруар 1859, Рим у Teatro Apollo.

## Ликови и улоге
Опера је заснована на стварном догађају, убиству шведског краља Густава III на маскенбалу у Стокхолму 15. марта 1792. Али, пошто се тај догађај збио релативно скоро, али и због покушаја атентата на Наполеона III 1858, цензура је забранила да ликови опере представљају догађаје са европског двора, већ се морају изменити. Један од разлога је и жеља власти да се избегну догађаји са ранијих Вердијевих премијера (као што је „Набуко”) када је либрето препун патриотских осећања узбудио јавност у току борби за ослобођење Италије, познатих као Рисорђименто (Rissorgimento). У оптицај долази или Америка или нека држава на Кавказу. Верди се одлучује за Америку и радњу пребацује један век раније, иако се такви догађаји, као и односи између владара и народа нису могли догодити у пуританској енглеској колонији XVII века. Краљ постаје гувернер.  Све чешће се ова опера изводи са оригиналним ликовима, уз нужне мање измене у либрету (као што је у Ренатовој арији, где се текст „...cara la mia patria...” (драга моја отаџбино) мења у „...cara la mia Svezia...” (драга моја Шведско). Овде су дати ликови из обе верзије.
| Бостон                     |                                   | Стокхолм                                           |                           |         |
| Рикардо (Riccardo)         | гроф од Ворвика, гувернер Бостона | Густав III (Gustavus III)                          | шведски краљ              | тенор   |
| Ренато (Renato)            | његов секретар, креол             | гроф Рене Анкарстром (René Ancarstroem)            | његов секретар            | баритон |
| Амелија (Amelia)           | Ренатова жена                     | Амелија                                            | Ренеова жена              | сопран  |
| Улрика (Ulrica)            | врачара                           | Мадмазел Арвидсон (Mam'zelle Arvidson)             | пророчица                 | алт     |
| Оскар (Oscar)              | паж                               | Оскар                                              | краљев паж                | сопран  |
| Семјуел (Samuel) Том (Tom) | непријатељи грофа                 | Гроф Рибинг (Conte Ribbing) Гроф Хорн (Conte Horn) | завереници против Густава | бас     |
| Силвано (Silvano)          | морнар                            | Кристијан (Christian)                              | морнар                    | баритон |
| Судија                     |                                   | Армфелт (Armfelt)                                  | министар правде           | тенор   |
| Слуга                      |                                   |                                                    |                           | тенор   |

Саветници (или Дворјани), официри, завереници, слуге, маскирани гости (хор)

## Место и време
- Бостон крајем XVII века.
- Стокхолм, 1792. године.

### I чин
- Сцена I

Гувернерова палата у Бостону. Официри и саветници чекају на пријем код гувернера. Међу присутнима су и завереници Семјуел и Том са групом истомишљеника. Они чекају погодан тренутак да се отарасе Рикарда. Долазе гроф. Оскар му предаје списак гостију за сутрашњи маскенбал. На списку је и Амелија, жена његовог секретара и најбољег пријатеља Рената, коју Рикардо потајно воли. Ренато га обавештава да се против њега спрема завера. Гроф одбија да дâ овоме неки значај, али га Ренато моли да претњу схвати озбиљно. Долази судија да од гувернера затражи да се протера врачара Улрика. Оскар брани врачару и објашњава како она служи за забаву млађима и како се највише бави љубавним проблемима. Рикардо долази на идеју да са неколико саветника оде до ње преобучен у морнара и да види у чему је ствар. Сви ово прихватају као шалу, а завереници се надају да ће ово бити погодан тренутак за напад.
- Сцена II

Код Улрике. Око њене пећине има пуно сујеверних жена. Улрика призива духове. Рикардо први стиже, преобучен као морнар, и скрива се међу присутнима. Долази Силвано, морнар у служби Рикарда и хвали грофа пред свима. Тражи од Улрике да му предвиди будућност. Улрика прориче да га чека унапређење и новац, а Рикардо на брзину напише декрет о унапређењу и неопажено га стави у џеп Силвану са кесом новаца. Појављује се Амелијин слуга који тражи да се Улрика насамо види са Амелијом. Она улази и моли врачару да јој помогне: она воли свог мужа, али воли и гувернера, те тражи да се ослободи те љубави која је поргања. Врачара јој саветује да у поноћ оде на губилиште и начупа траве која расте испод вешала. Она ће јој помоћ да заборави Рикарда. Када он то чује, одлучи да тајно оде за њом и спречи је. Ту су и завереници, али нису у могућности да спроведу у дело свој план јер долази још људи. Рикардо тражи од Улрике да му прорекне будућност, али она то одбија. Сви инсистирају, тако да она мора да каже: убиће га човек који му сада први стисне руку. Рикардо ово с осмехом прима и пружа свима руку, али они се устежу. Улази Ренато и не знајући пружа руку Рикарду. Сви одахну, јер је познато да су њих двојица најприснији пријатељи. Улази срећан Силвано и народ, сви препознају гувернера и указују му почаст.

### II чин
Пусто место са губилиштем. Поноћ је. Амелија долази сама и уплашена. Жели да заборави Рикарда и љубав према њему. Он долази и изјављује јој љубав. Она му признаје да га воли иако не би смела. Ренато долази јер је сазнао да је гроф сам и да му прети атентат. Амелија сакрива лице, а Рикардо заклиње пријатеља да отпрати жену до града, али да не пита ко је она. Њих двојица замењују плаштеве и Рикардо одлази. Завереници, мислећи да је гроф ту, нападају Рената, али видевши да то није он, провоцирају Рената да открије с ким се то налази ноћу. Амелија, желећи да одбрани мужа, открива своје лице. Завереници исмевају Рената како сопствену жену води на љубавни састанак са другим мушкарцима. Ренато одлучи да се освети пријатељу и позива Семјуела и Тома да дођу до њега.

### III чин
- Сцена I

У Ренатовој кући. Ренато је одлучио да казни своју жену смрћу јер га је преварила. Она га моли да још једном види свог сина, који спава у соби. Ренато попушта: није крива она, већ Рикардо који заслужује освету. Долазе Семјуел и Том. Ренато им саопштава да жели да им се придружи у завери. Склапају договор, али се препиру ко ће грофа убити. Одлучују да пресуди срећа. Записују своја имена на цедуље, убацују их у вазу. Улази Амелија и саопштава да је дошао Оскар са позивом на бал.  Ренато тера Амелију да извуче једно име. Она то нерадо чини. Извлачи цедуљу са Ренатовим именом. Оскар доноси позив који Амелија одбија. Ренато сазнаје од Оскара да ће и гроф бити тамо. Договара се са Семјуелом и Томом да га убију тамо и приморава Амелију да пође.
- Сцена II

Гувернерска палата. Рикарду је јасно да је његова и Амелијина љубав неостварива и одлучује да потпише декрет којим се Ренато враћа у Енглеску, а самим тим и Амелија одлази. Оскар му доноси писмо које му је кришом дотурила нека жена. То је Амелија која упозорава Рикарда на заверу. Рикардо ипак одлучује да се појави на балу да би последњи пут видео Амелију.
- Сцена III

Дворана у палати. Почео је бал. Међу гостима су и завереници. Ренато покушава да од Оскара дозна у каквој је маски Рикардо. Оскар то одбија, али Ренато ипак на превару успева да од њега извуче информацију. У игри се срећу Амелија и Рикардо. Опраштају се. Изненада, из групе гостију, Ренато из пиштоља убија Рикарда. Последњом снагом он говори Ренату да је његова жена честита и да га није укаљала његову част, јер је он поштовао свог пријатеља. Он свима опрашта и умире. Ренато се каје, али прекасно.

## Познате музичке нумере
- La rivedrà nell'estasi – Рикардова арија (I чин)
- Alla vita che t'arride – Ренеова арија (I чин)
- Volta la terrea fronte le stelle – Оскарова арија (I чин)
- Re dell'abisso, affrettati – Улрикина арија (I чин)
- Di tu se fedele il flutto m'aspetta – Рикардова арија (I чин)
- Ma dall'arido stelo divulsa – Амелијина арија (II чин)
- Morrò, ma prima in grazia – Амелијина арија (III чин)
- Alzati! Là tuo figlio – Ренеова арија (III чин)
- Ma se m'è forza perderti – Рикардова арија (III чин)
- Saper voreste – Оскарова арија (III чин)